# Henri Pierre Flaud
Pour les articles homonymes, voir Flaud.
Henri Pierre Flaud est un homme politique et industriel français né le 30 avril 1816 à Dinan (Côtes-du-Nord) et décédé le 13 août 1874 à Dinan.

## Biographie
Ingénieur des Arts et Métiers d'Angers, il est le coinventeur, avec Henry Giffard, d'une machine à vapeur à grande vitesse. Il est à la tête de plusieurs usines. En 1870, il est maire de Dinan et conseiller général. Il est élu représentant des Côtes-du-Nord en 1871, siégeant au centre-droit, avec les orléanistes. C'est lui qui propose Versailles pour l'installation de l'Assemblée nationale, quand elle décide de quitter Bordeaux.
Il est inhumé au cimetière de Dinan, dans la chapelle de la famille Flaud, carré 4. 